# Vassogne
Vassogne est une commune française située dans le département de l'Aisne, en région Hauts-de-France.

### Localisation

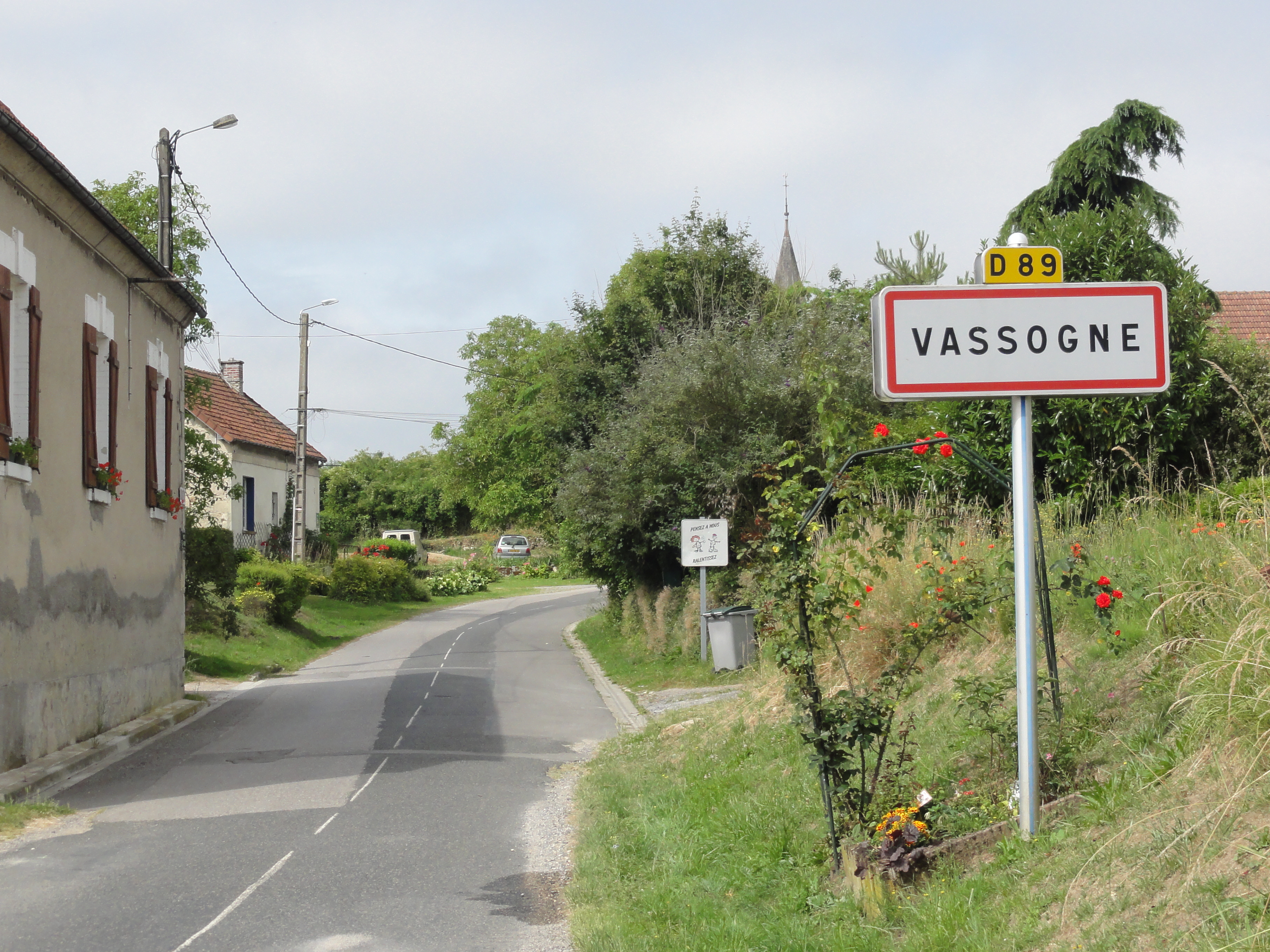
Entrée de Vssogne.

## Géographie

### Hydrographie

#### Réseau hydrographique
La commune est située dans le bassin Seine-Normandie. Elle est drainée par le cours d'eau 01 de la Pierre Trouée, le cours d'eau 01 du Bois de Jumigny et le Tordoir,,.

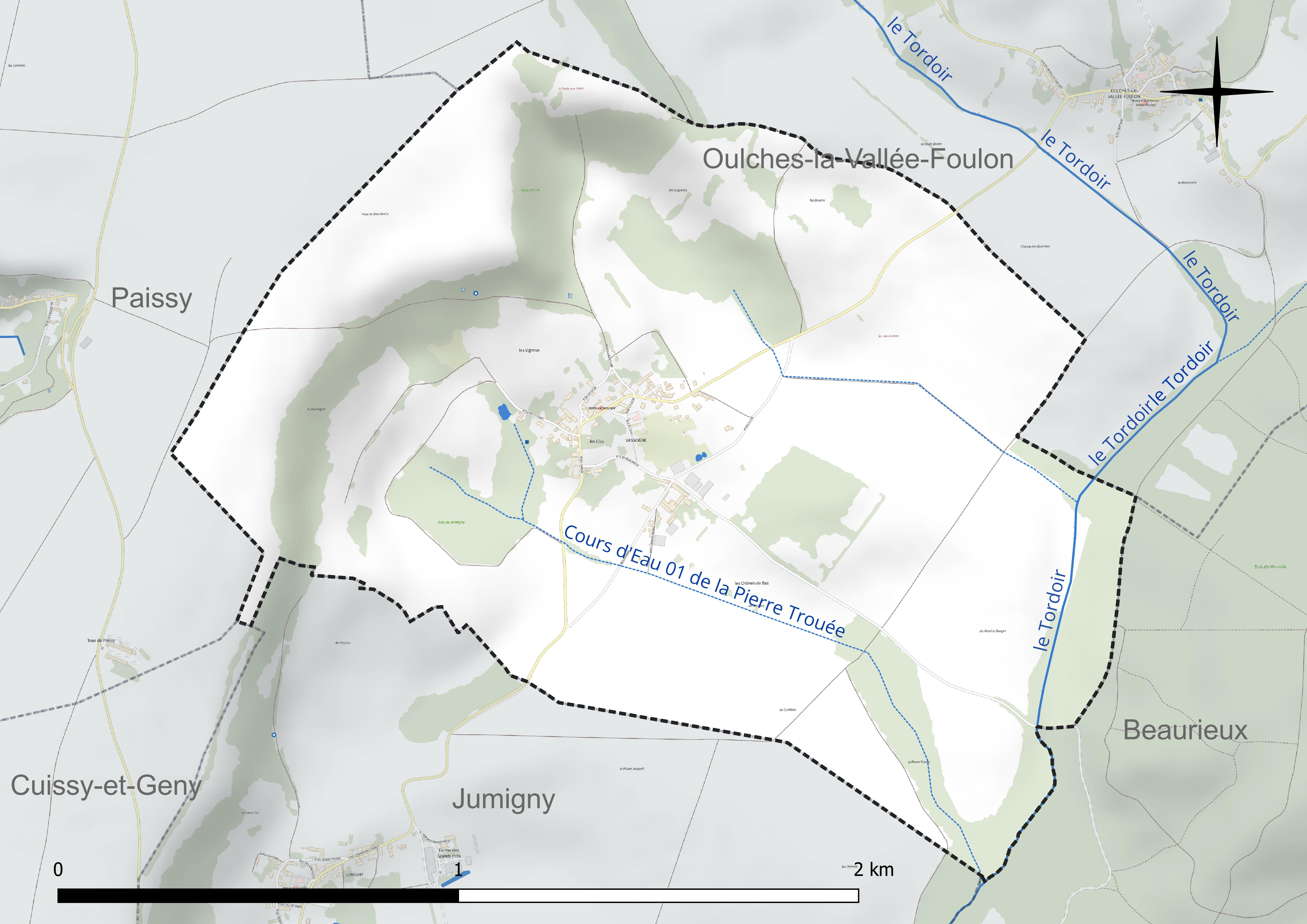
Réseau hydrographique de Vassogne.

#### Gestion et qualité des eaux
Le territoire communal est couvert par le schéma d'aménagement et de gestion des eaux (SAGE) « Aisne Vesle Suippe ». Ce document de planification, dont le territoire s'étend sur 3 096 km2 répartis sur trois départements (Aisne, Marne et Ardennes) et deux régions (Champagne-Ardenne et Picardie), a été approuvé le 16 décembre 2013. La structure porteuse de l'élaboration et de la mise en œuvre est le Syndicat d'aménagement des bassins Aisne Vesle Suippe (SIABAVES).
La qualité des cours d'eau peut être consultée sur un site spécial géré par les agences de l'eau et l'Agence française pour la biodiversité.

### Climat
Pour des articles plus généraux, voir Climat des Hauts-de-France et Climat de l'Aisne.
En 2010, le climat de la commune est de type climat océanique dégradé des plaines du Centre et du Nord, selon une étude du CNRS s'appuyant sur une série de données couvrant la période 1971-2000. En 2020, Météo-France publie une typologie des climats de la France métropolitaine dans laquelle la commune est exposée à un climat océanique altéré et est dans la région climatique Nord-est du bassin Parisien, caractérisée par un ensoleillement médiocre, une pluviométrie moyenne régulièrement répartie au cours de l'année et un hiver froid (3 °C).
Pour la période 1971-2000, la température annuelle moyenne est de 10,2 °C, avec une amplitude thermique annuelle de 15,5 °C. Le cumul annuel moyen de précipitations est de 706 mm, avec 12,5 jours de précipitations en janvier et 8,6 jours en juillet. Pour la période 1991-2020, la température moyenne annuelle observée sur la station météorologique la plus proche, située sur la commune de Martigny-Courpierre à 8 km à vol d'oiseau, est de 10,7 °C et le cumul annuel moyen de précipitations est de 734,4 mm,. Pour l'avenir, les paramètres climatiques de la commune estimés pour 2050 selon différents scénarios d'émission de gaz à effet de serre sont consultables sur un site spécial publié par Météo-France en novembre 2022.

## Urbanisme

### Typologie
Au 1er janvier 2024, Vassogne est catégorisée commune rurale à habitat dispersé, selon la nouvelle grille communale de densité à 7 niveaux définie par l'Insee en 2022.
Elle est située hors unité urbaine. Par ailleurs la commune fait partie de l'aire d'attraction de Reims, dont elle est une commune de la couronne,. Cette aire, qui regroupe 294 communes, est catégorisée dans les aires de 200 000 à moins de 700 000 habitants,.

### Occupation des sols
L'occupation des sols de la commune, telle qu'elle ressort de la base de données européenne d'occupation biophysique des sols Corine Land Cover (CLC), est marquée par l'importance des territoires agricoles (86,1 % en 2018), une proportion identique à celle de 1990 (86,1 %). La répartition détaillée en 2018 est la suivante : 
terres arables (57,5 %), zones agricoles hétérogènes (28,5 %), forêts (13,9 %).
L'évolution de l'occupation des sols de la commune et de ses infrastructures peut être observée sur les différentes représentations cartographiques du territoire : la carte de Cassini (XVIIIe siècle), la carte d'état-major (1820-1866) et les cartes ou photos aériennes de l'IGN pour la période actuelle (1950 à aujourd'hui).

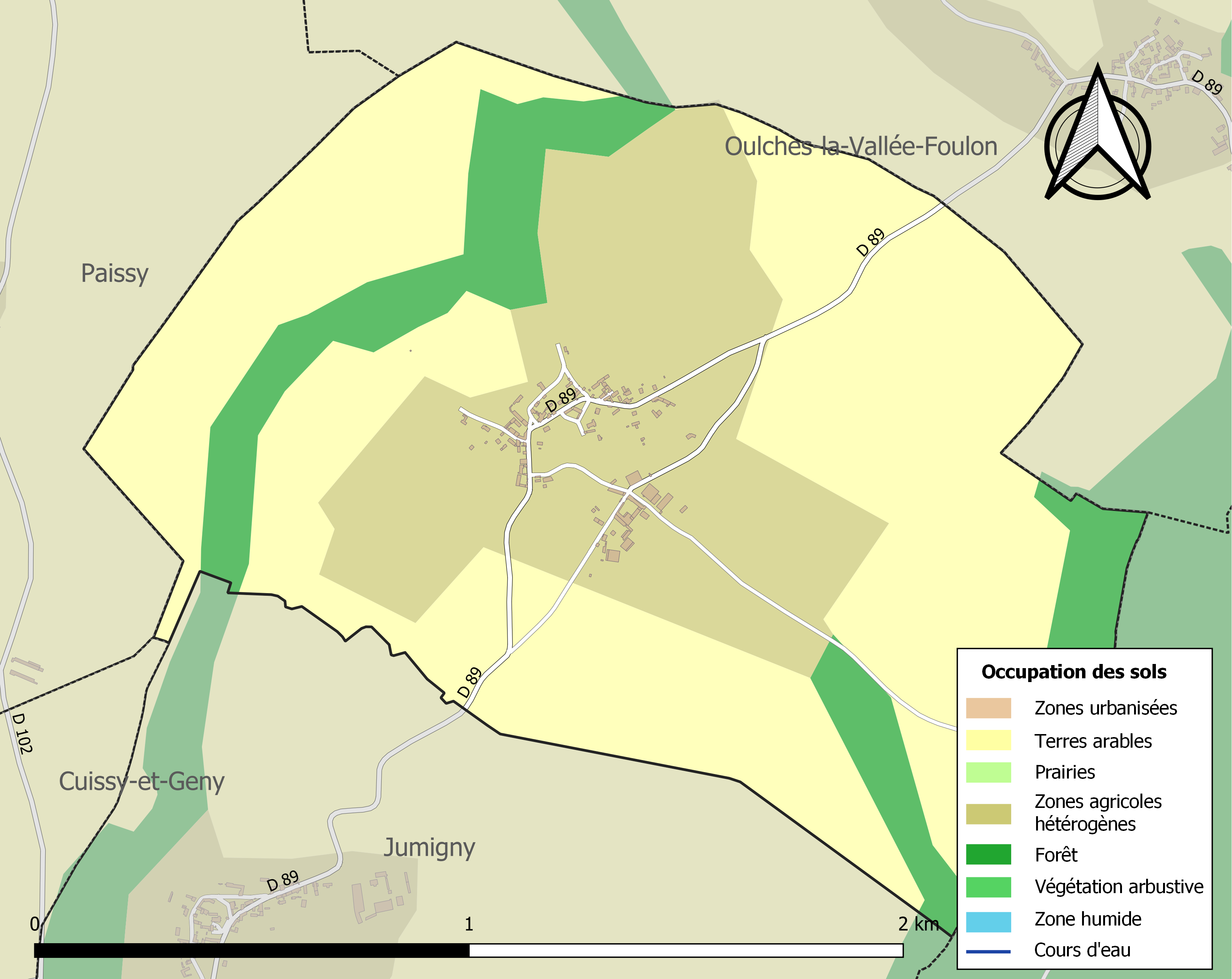
Carte de l'occupation des sols de la commune en 2018 (CLC).

## Toponymie
Le nom de la localité est attesté sous les formes Vassonia (1121) ; Vassunia (1146) ; Vasoingne (1261) ; Vassoigne (1277) ; Vassoingnia (1340) ; Vassongnes (1393) ; Vassoingne (1455) ; Vassonne (1496) ; Vasongne (1673) ; Paroisse de Sainte-Geneviève-de-Vassogne (1693).

## Histoire
Attesté dans les textes sous la forme Vassonia en 1121, le village appartenait autrefois à l'abbaye d'Origny et était placé sous le patronage de sainte Geneviève. D'après les archives communales, la seigneurie de Vassogne relevait du comté de Roucy. Elle passa ensuite aux mains des seigneurs de la Bove puis de Neuville.
Lors de la Première Guerre mondiale, le territoire fut victime de combats incessants jusqu'en octobre 1918. En mai 1921, la majeure partie des habitants était déjà rentrée (43 habitants en 1921, 85 en 1927). Pendant toute la durée des conflits, trois cimetières occupaient le territoire de Vassogne : le cimetière militaire français, le "cimetière de la Fontaine" et le "cimetière du Village Nègre" (partie du territoire de Vassogne occupée par les zouaves pendant les conflits). Le cimetière militaire de la commune fut évacué avant le 2 décembre 1924 par suite du regroupement des tombes. Le transfert fut effectué dans la nécropole de Soupir les 10 et 11 décembre 1935. Les seules tombes militaires aujourd'hui située dans le cimetière communal sont des sépultures britanniques.

## Politique et administration

### Découpage territorial
La commune de Vassogne est membre de la communauté de communes du Chemin des Dames, un établissement public de coopération intercommunale (EPCI) à fiscalité propre créé le 29 décembre 1995 dont le siège est à Craonne. Ce dernier est par ailleurs membre d'autres groupements intercommunaux.
Sur le plan administratif, elle est rattachée à l'arrondissement de Laon, au département de l'Aisne et à la région Hauts-de-France. Sur le plan électoral, elle dépend du canton de Villeneuve-sur-Aisne pour l'élection des conseillers départementaux, depuis le redécoupage cantonal de 2014 entré en vigueur en 2015, et de la première circonscription de l'Aisne  pour les élections législatives, depuis le dernier découpage électoral de 2010.

### Administration municipale
Le nombre d'habitants de la commune étant inférieur à 100, le nombre de membres du conseil municipal est de 7.

#### Liste des maires
| Période                                  | Période                       | Identité           | Étiquette | Qualité                              |
| ---------------------------------------- | ----------------------------- | ------------------ | --------- | ------------------------------------ |
| Les données manquantes sont à compléter. |                               |                    |           |                                      |
| mars 2001                                | mars 2008                     | Marcel Charpentier |           |                                      |
| mars 2008                                | avril 2014                    | Andrée Bedhome     |           |                                      |
| avril 2014                               | En cours (au 14 juillet 2020) | Franck Villequey   | DVD       | Cadre Réélu pour le mandat 2020-2026 |

## Démographie
L'évolution du nombre d'habitants est connue à travers les recensements de la population effectués dans la commune depuis 1793. Pour les communes de moins de 10 000 habitants, une enquête de recensement portant sur toute la population est réalisée tous les cinq ans, les populations de référence des années intermédiaires étant quant à elles estimées par interpolation ou extrapolation. Pour la commune, le premier recensement exhaustif entrant dans le cadre du nouveau dispositif a été réalisé en 2006.

En 2022, la commune comptait 92 habitants, en évolution de +6,98 % par rapport à 2016 (Aisne : −1,97 %, France hors Mayotte : +2,11 %).
| 1793 | 1800 | 1806 | 1821 | 1831 | 1836 | 1841 | 1846 | 1851 |
| ---- | ---- | ---- | ---- | ---- | ---- | ---- | ---- | ---- |
| 230  | 206  | 286  | 260  | 246  | 250  | 262  | 232  | 230  |

| 1856 | 1861 | 1866 | 1872 | 1876 | 1881 | 1886 | 1891 | 1896 |
| ---- | ---- | ---- | ---- | ---- | ---- | ---- | ---- | ---- |
| 214  | 195  | 190  | 184  | 172  | 167  | 157  | 151  | 132  |

| 1901 | 1906 | 1911 | 1921 | 1926 | 1931 | 1936 | 1946 | 1954 |
| ---- | ---- | ---- | ---- | ---- | ---- | ---- | ---- | ---- |
| 122  | 138  | 144  | 43   | 85   | 93   | 97   | 94   | 82   |

| 1962 | 1968 | 1975 | 1982 | 1990 | 1999 | 2006 | 2011 | 2016 |
| ---- | ---- | ---- | ---- | ---- | ---- | ---- | ---- | ---- |
| 103  | 82   | 71   | 47   | 61   | 50   | 61   | 68   | 86   |

| 2021 | 2022 | - | - | - | - | - | - | - |
| ---- | ---- | - | - | - | - | - | - | - |
| 91   | 92   | - | - | - | - | - | - | - |

## Lieux et monuments

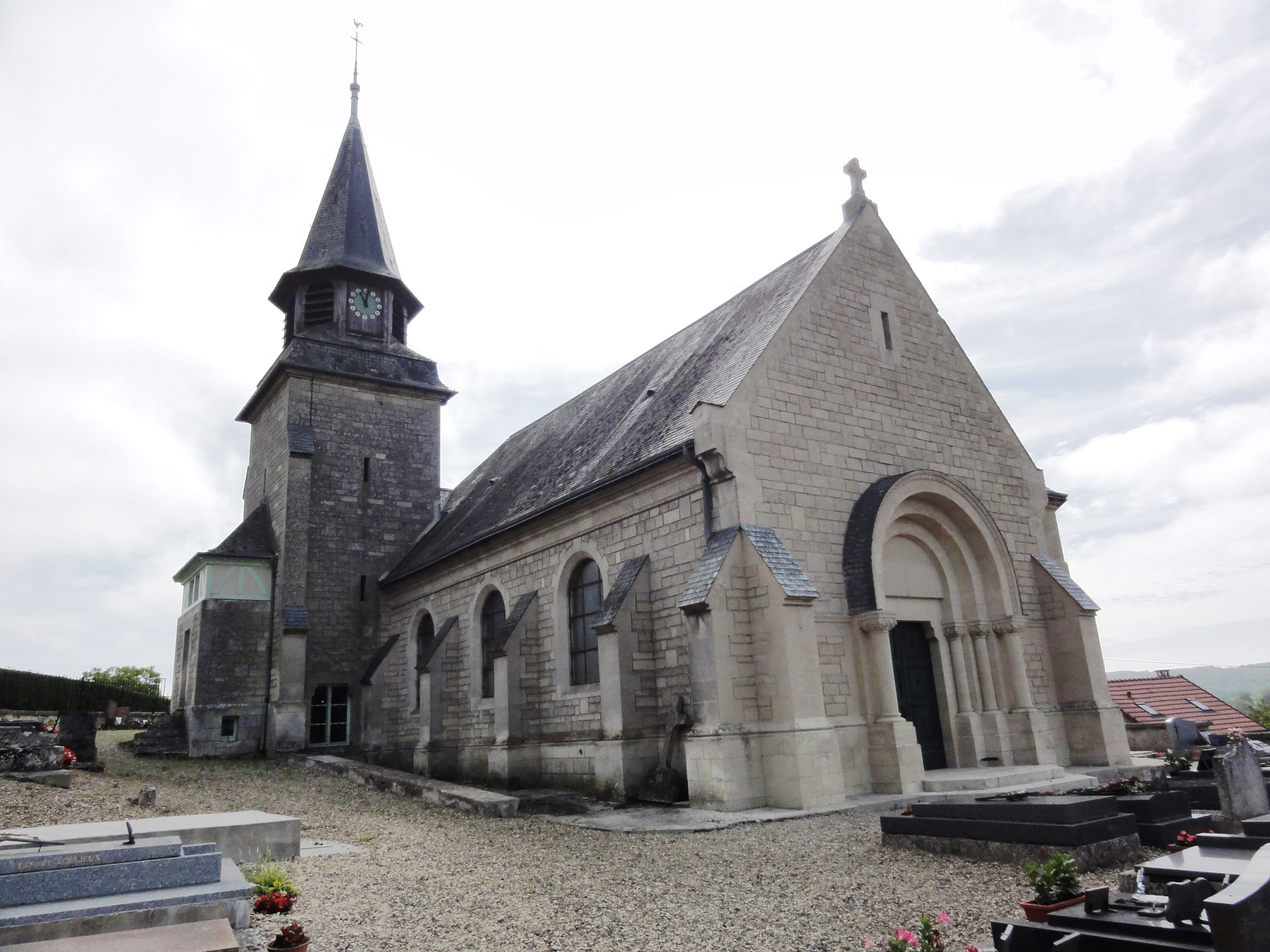
Église Sainte-Geneviève.
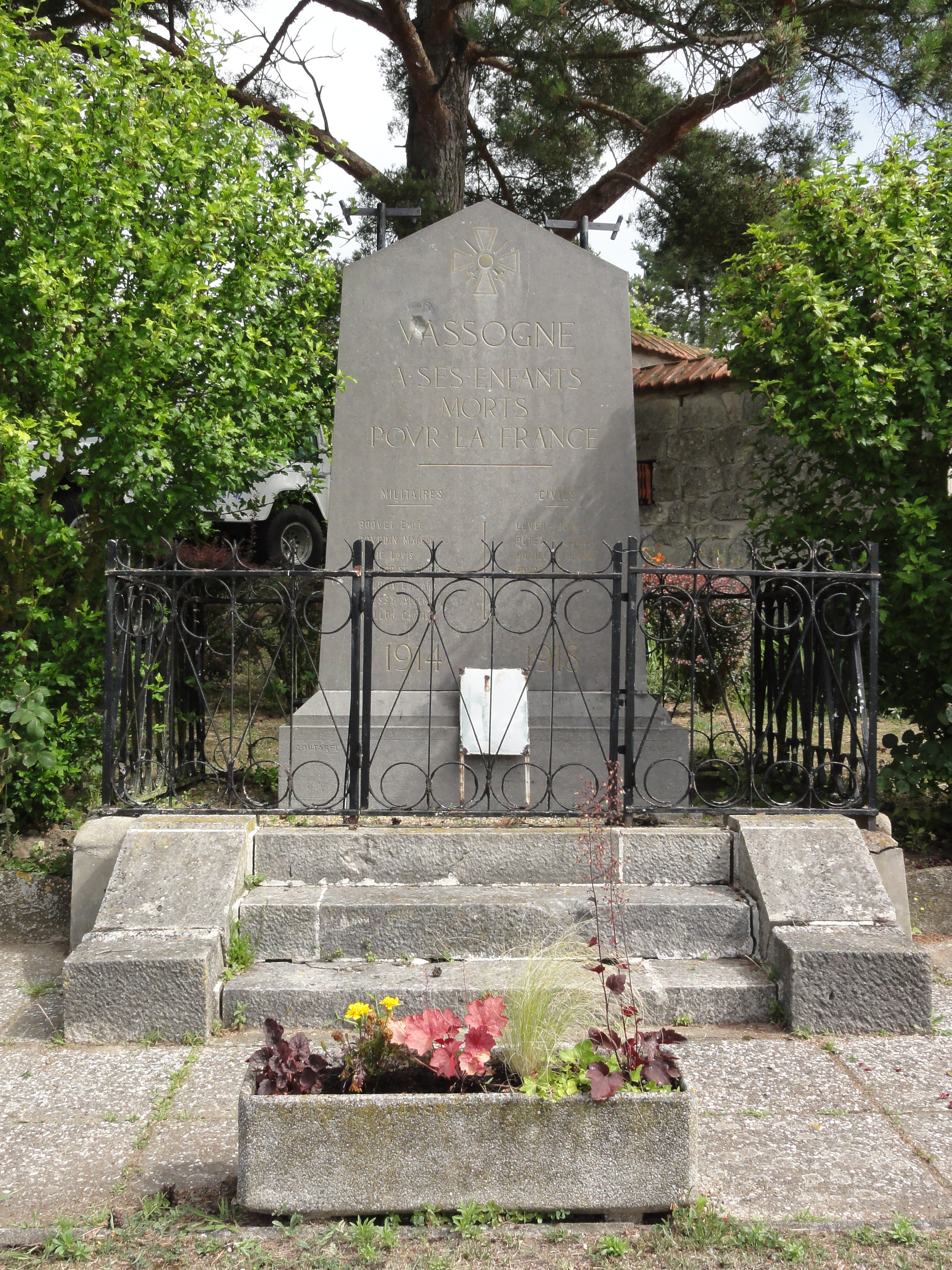
Monument aux morts.

- Église Sainte-Geneviève.
- Monument aux morts.